# Julien-Pierre-Jean Hardouin
Pour les articles homonymes, voir Ardouin, Arduin et Hardouin.
Julien-Pierre-Jean Hardouin (23 juin 1753, Mamers - 14 juin 1833, Le Mans), est un jurisconsulte et homme politique français.

## Biographie
Cousin de Julien Hardouin-Rivery, il fut avocat au Mans, administrateur du département de la Sarthe et conseiller de préfecture, avant d'être nommé par le Sénat conservateur député de la Sarthe au Corps législatif le 2 fructidor an XII. Il vit son mandat renouvelé le 10 août 1810 et siégea jusqu'à la fin de l'empire. En 1814, il montra des opinions « constitutionnelles ». Réélu, le (9 mai 1815, par le collège de département de la Sarthe, avec 51 voix (80 votants) représentant à la Chambre des Cent-Jours, il observa la même attitude, et appartint, sous la Restauration, à l'opposition libérale. Le collège de département de la Sarthe le renvoya, le (26 octobre 1818, à la Chambre des députés par 770 voix (1,186 votants, 1,603 inscrits). Hardouin vota (1819) contre les deux lois d'exception et, avec les 93, contre le nouveau système électoral. Jurisconsulte estimé au Mans, il prit peu de part, toutefois, aux discussions parlementaires. Hardouin quitta la vie politique en 1822.

## Sources
- « Julien-Pierre-Jean Hardouin », dans Adolphe Robert et Gaston Cougny, Dictionnaire des parlementaires français, Edgar Bourloton, 1889-1891 [détail de l’édition]